# El Tequio
El Tequio är en ort i Mexiko.   Den ligger i kommunen San Pablo Villa de Mitla och delstaten Oaxaca, i den sydöstra delen av landet, 400 km sydost om huvudstaden Mexico City. El Tequio ligger 1 708 meter över havet och antalet invånare är 151.
Terrängen runt El Tequio är huvudsakligen kuperad, men norrut är den bergig. Runt El Tequio är det ganska tätbefolkat, med 58 invånare per kvadratkilometer. Närmaste större samhälle är San Pablo Villa de Mitla, 1,5 km norr om El Tequio. Trakten runt El Tequio består i huvudsak av gräsmarker.